# メキシカーナ航空704便墜落事故
メキシカーナ航空704便墜落事故（メキシカーナこうくう704びんついらくじこ）は、1969年6月4日に発生した航空事故である。この事故は1986年にメキシカーナ航空940便墜落事故が発生するまでメキシコ史上最悪の航空事故だった。

## 事故機
事故機はボーイング727-64（機体記号:XA-SEL、製造番号:19256/355)で、1967年1月6日に初飛行を行い、同月17日にメキシカーナ航空に納入され、Azteca de Oroという愛称が付けられた。エンジンはプラット・アンド・ホイットニー JT8D-7Bが3基搭載されていた。

## 事故概要
704便はモンテレイへ向けて現地時間の午前7時02分にメキシコシティを出発した。フライトは着陸体制に入るまで特に問題はなく、250kts、1500–1600ft/分 (460–490m/分)で降下を始めた。デル・ノルテ国際空港へのアプローチ中にクルーは管制官に天候と空港の状況を問い合わせ、管制側からは視界が150m程で霧と小雨があり、そして空港には他の航空機がいない事の報告を受けた。その後クルーはシエネガ・デ・フロレスの無線標識局が稼働しているかを問い合わせたが、停電の為稼働していないとの回答を得た。その後704便はこの標識局から発せられていたビーコンとよく似たビーコンを何故か受信しているとの連絡をした後、空港を視認したと連絡した。これが704便からの最後の通信だった。その後機体は空港から20km程離れたシエラ・デル・フライレ山に激突し、搭乗していた79人全員が死亡した。

## 犠牲者
犠牲となった乗客の中にはテニス選手のラファエル・オスナや建築家のホルヘ・レイナ、そしてタバスコ州元知事のカルロス・マドラーゾなども含まれていた。

## 事故調査
メキシコの運輸通信省が事故調査を行った結果、事故原因は「機長がモンテレイのVORを通過したにもかかわらず地上に報告せず、そのまま誤った航法を取り、結果そのまま山に墜落した」ことであると結論付けられた。ただしブラックボックスには最後の数分間のコックピットの録音が記録されていなかったため、事故調査委員会はなぜ本来の航路から外れたのかを断定する事は出来なかった。また空港のビーコンが停電により稼働を停止していた為、どのビーコンを受信していたのか未だに不明である。乗客の中にマドラーゾ元知事がいた事もあり、一部のメディアなどではこの事故は実際は彼を狙った暗殺ではないかとの陰謀説が囁かれている。